# Anna Schneider (Autorin, 1966)
Anna Schneider (* 1966 in Bergneustadt) ist eine deutsche Schriftstellerin, die auch unter dem Pseudonym Anna Simons schreibt.

## Leben
Nach dem Abitur bewarb sich Anna Schneider bei der Polizei, da sie sich für Kriminalfälle interessierte. Als sie abgelehnt wurde, schlug sie zunächst einen komplett anderen Weg ein, promovierte in Betriebswirtschaft, arbeitete viele Jahre im Bereich Personal einer Frankfurter Großbank und war außerdem als Dozentin an der Frankfurt School sowie als Coach tätig. Doch ihre Begeisterung für die Polizeiarbeit blieb und so begann sie Kriminalromane zu schreiben. Zunächst entstanden Kurzgeschichten, bevor sie Jugendthriller im Thienemann Verlag publizierte. Sie veröffentlichte zunächst unter verschiedenen Pseudonymen (u. a. als Anna Simons im Penguin Verlag), bis sie schließlich zum S. Fischer Verlag wechselte. Ihre „Grenzfall“-Serie spielt in Deutschland und Österreich, dort treffen die beiden gegensätzliche Ermittler Alexa Jahn und Bernhard Krammer aufeinander. Die Reihe stand mehrfach auf der Spiegel-Bestsellerliste.
Anna Schneider lebt mit ihrer Familie in der Nähe von München und Nord-Holland.

## Bibliografie

### ReiheGrenzfall
1. Grenzfall – Der Tod in ihren Augen, Fischer, Frankfurt 2021, ISBN 978-3-596-70050-9
2. Grenzfall – Ihr Schrei in der Nacht, Fischer, Frankfurt 2022, ISBN 978-3-596-70546-7
3. Grenzfall – In der Stille des Waldes, Fischer, Frankfurt 2023, ISBN 978-3-596-70690-7
4. Grenzfall – In den Tiefen der Schuld, Fischer, Frankfurt 2024, ISBN 978-3-596-70819-2
5. Grenzfall – Ihre Spur in den Flammen, Fischer, Frankfurt 2025, ISBN 978-3-596-70820-8

### Jugendliteratur
- Blut ist im Schuh, Planet Girl, Stuttgart/Wien 2013 (Neuauflage BoD, Norderstedt 2017, ISBN 978-3-7448-1915-2)
- Bald wird es Nacht, Prinzessin, Planet Girl, Stuttgart/Wien 2014 (Neuauflage als „Cool Girls Can't die“ bei BoD, Norderstedt 2017, ISBN 978-3-7431-4888-8)
- Von Liebe und Lügen, BoD, Norderstedt 2017, ISBN 978-3-7431-5990-7

### Als Anna Simons
- Verborgen. Der erste Fall für Gefängnisärztin, Penguin Verlag, München 2018, ISBN 978-3-328-10289-2
- Seelentot. Ein Fall für die Gefängnisärztin, Penguin Verlag, München 2019, ISBN 978-3-328-10469-8

## Auszeichnungen
- 2008: Gewinnerin des Womenʼs Edition Kurzkrimipreis
- 2009: Nominiert für den deutschsprachigen Krimi-Hörbuch-Preis
- 2013: Gewinnerin des Stipendiums „Tatort Töwerland“
- 2013: Debütautorin des Jahres bei Lovelybooks
- 2015: Nominierung für die Shortlist des UH!-Literaturpreises der Monheimer jungen Leser
- 2015: Nominierung für den Ralf-Bender-Preis[3]